# Font de Cervià de les Garrigues
La Font de Cervià de les Garrigues és una element arquitectònic amb brollador d'aigua d'aquest municipi de les Garrigues inclosa a l'Inventari del Patrimoni Arquitectònic de Catalunya.

## Descripció
Font d'estil neoclàssic de planta quadrada, rematada de forma ornamental amb una gla. Està feta de pedra, a base de grans blocs quadrangulars que configuren el cos principal sobre una peanya motllurada, tancada dins d'una àrea circular marcada per una vorera, també de pedra. A cadascuna de les cares hi ha una pica de pedra amb forma de quart d'esfera, ornamentada amb lobulacions, i una aixeta.

## Història
Es feu amb motiu de la portada de l'aigua a la població.